# Mattia Viti
Mattia Viti (Borgo San Lorenzo, 24 gennaio 2002) è un calciatore italiano, difensore della Fiorentina in prestito dal Nizza.

## Caratteristiche tecniche
Difensore centrale di piede mancino, forte fisicamente, è abile nell'impostare il gioco.

## Carriera

### Club

#### Gli inizi, Empoli
Cresciuto nel settore giovanile del Ponte a Greve e dell'Audace Legnaia, nel 2010 entra nel settore giovanile dell'Empoli con cui fa tutta la trafila delle giovanili. Debutta in prima squadra il 30 settembre 2020, in occasione dell'incontro di Coppa Italia vinto 2-1 contro il Renate. Ottiene successivamente 2 presenze in Serie B con la prima squadra allenata da Alessio Dionisi, che al termine della stagione vince il campionato ottenendo la promozione nella massima serie.
Il 22 settembre 2021, a 19 anni, debutta in Serie A giocando da titolare l'incontro vinto 2-0 contro il Cagliari. Ottiene 20 presenze in campionato e contribuisce alla salvezza della squadra.

#### Nizza e prestiti a Sassuolo e Empoli
Il 3 agosto 2022, viene ceduto al Nizza per circa 15 milioni di euro, più il 10% su una futura rivendita. Partito come alternativa di Dante e Todibo, debutta con la formazione transalpina il 29 agosto giocando l'intera partita di Ligue 1 contro il Marsiglia, persa per 3-0. Il seguente 9 ottobre, nella partita vinta 3-2 contro il Troyes, realizza il suo primo gol in campionato, mentre 4 giorni dopo debutta nelle competizioni europee, giocando titolare nella gara di Conference League persa in casa contro lo Slovácko. Tuttavia nell'arco della stagione trova poco spazio, disputando solo 12 partite tra campionato e coppe.
Il 12 luglio 2023, viene ceduto in prestito al Sassuolo, di nuovo in Serie A. Il 26 maggio 2024, nell'ultima gara di campionato, segna la sua prima rete in neroverde e in massima serie, nel pareggio contro la Lazio (1-1).
Il 22 luglio 2024, viene ceduto in prestito all'Empoli, ancora in Serie A, con diritto di riscatto, fissato a circa sei milioni di euro; torna così in Toscana a due anni dall'ultima volta. Il 18 maggio 2025, segna la sua prima rete con i toscani, firmando il secondo gol nel successo per 3-1 in campionato in casa del Monza. Lungo l'annata, colleziona 33 presenze in tutte le competizioni, pur non riuscendo ad evitare la retrocessione del club in Serie B.

#### Fiorentina
Il 1º luglio 2025, Viti viene ceduto di nuovo in prestito, questa volta alla Fiorentina, di nuovo in Serie A, con diritto di riscatto fissato a cinque milioni di euro, più un 10% su una futura rivendita.

### Nazionale
Dopo aver giocato nelle nazionali Under-15, Under-16, Under-18 ed Under-20, esordisce in nazionale Under-21 il 9 giugno 2022, entrando al posto di Matteo Lovato nella partita valida per le qualificazioni europee pareggiata per 1-1 contro la Svezia in trasferta a Helsingborg.

## Statistiche

### Presenze e reti nei club
Statistiche aggiornate al 24 maggio 2025.
| Stagione        | Squadra         | Campionato      | Campionato | Campionato | Coppe nazionali | Coppe nazionali | Coppe nazionali | Coppe continentali | Coppe continentali | Coppe continentali | Altre coppe | Altre coppe | Altre coppe | Totale | Totale |
| Stagione        | Squadra         | Comp            | Pres       | Reti       | Comp            | Pres            | Reti            | Comp               | Pres               | Reti               | Comp        | Pres        | Reti        | Pres   | Reti   |
| --------------- | --------------- | --------------- | ---------- | ---------- | --------------- | --------------- | --------------- | ------------------ | ------------------ | ------------------ | ----------- | ----------- | ----------- | ------ | ------ |
| 2020-2021       | Empoli          | B               | 2          | 0          | CI              | 3               | 0               | -                  | -                  | -                  | -           | -           | -           | 5      | 0      |
| 2021-2022       | Empoli          | A               | 20         | 0          | CI              | 2               | 0               | -                  | -                  | -                  | -           | -           | -           | 22     | 0      |
| 2022-2023       | Nizza           | L1              | 9          | 1          | CF              | 0               | 0               | UECL               | 3                  | 0                  | -           | -           | -           | 12     | 1      |
| 2023-2024       | Sassuolo        | A               | 15         | 1          | CI              | 3               | 0               | -                  | -                  | -                  | -           | -           | -           | 18     | 1      |
| 2024-2025       | Empoli          | A               | 30         | 1          | CI              | 3               | 0               | -                  | -                  | -                  | -           | -           | -           | 33     | 1      |
| Totale Empoli   | Totale Empoli   | Totale Empoli   | 52         | 1          |                 | 8               | 0               |                    | -                  | -                  |             | -           | -           | 60     | 1      |
| 2025-2026       | Fiorentina      | A               | -          | -          | CI              | -               | -               | UECL               | -                  | -                  | -           | -           | -           | -      | -      |
| Totale carriera | Totale carriera | Totale carriera | 76         | 3          |                 | 11              | 0               |                    | 3                  | 0                  |             | -           | -           | 90     | 3      |

### Cronologia presenze e reti in nazionale
| Cronologia completa delle presenze e delle reti in nazionale ― Italia under 21 | Cronologia completa delle presenze e delle reti in nazionale ― Italia under 21 | Cronologia completa delle presenze e delle reti in nazionale ― Italia under 21 | Cronologia completa delle presenze e delle reti in nazionale ― Italia under 21 | Cronologia completa delle presenze e delle reti in nazionale ― Italia under 21 | Cronologia completa delle presenze e delle reti in nazionale ― Italia under 21 | Cronologia completa delle presenze e delle reti in nazionale ― Italia under 21 | Cronologia completa delle presenze e delle reti in nazionale ― Italia under 21 |
| Data                                                                           | Città                                                                          | In casa                                                                        | Risultato                                                                      | Ospiti                                                                         | Competizione                                                                   | Reti                                                                           | Note                                                                           |
| ------------------------------------------------------------------------------ | ------------------------------------------------------------------------------ | ------------------------------------------------------------------------------ | ------------------------------------------------------------------------------ | ------------------------------------------------------------------------------ | ------------------------------------------------------------------------------ | ------------------------------------------------------------------------------ | ------------------------------------------------------------------------------ |
| 9-6-2022                                                                       | Helsingborg                                                                    | Svezia under 21                                                                | 1 – 1                                                                          | Italia under 21                                                                | Qual. Europeo Under-21 2023                                                    | -                                                                              | 20’                                                                            |
| 14-6-2022                                                                      | Ascoli Piceno                                                                  | Italia under 21                                                                | 4 – 1                                                                          | Irlanda under 21                                                               | Qual. Europeo Under-21 2023                                                    | -                                                                              |                                                                                |
| 22-9-2022                                                                      | Pescara                                                                        | Italia under 21                                                                | 0 – 2                                                                          | Inghilterra under 21                                                           | Amichevole                                                                     | -                                                                              | 46’                                                                            |
| 26-9-2022                                                                      | Castel di Sangro                                                               | Italia under 21                                                                | 1 – 1                                                                          | Giappone under 20                                                              | Amichevole                                                                     | -                                                                              | 89’                                                                            |
| 19-11-2022                                                                     | Ancona                                                                         | Italia under 21                                                                | 2 – 4                                                                          | Germania under 21                                                              | Amichevole                                                                     | -                                                                              | 88’                                                                            |
| 24-3-2023                                                                      | Bačka Topola                                                                   | Serbia under 21                                                                | 0 – 2                                                                          | Italia under 21                                                                | Amichevole                                                                     | -                                                                              |                                                                                |
| Totale                                                                         |                                                                                | Presenze                                                                       | 6                                                                              |                                                                                | Reti                                                                           | 0                                                                              |                                                                                |

## Palmarès

### Club

#### Competizioni nazionali
- Campionato italiano di Serie B: 1

Empoli: 2020-2021